# Semele (operă)
Semele este o operă compusă de John Eccles pe un libret de William Congreve, bazat pe mitul lui Semele din mitologia greacă. Opera a fost compusă în anul 1707, dar nu a fost reprezentată niciodată în timpul vieții lui Eccles. Prima reprezentație a avut loc la sfârșitul secolului al XX-lea.
A nu se confunda opera lui Eccles cu oratoriul laic Semele de Georg Friedrich Händel, bazat tot pe libretul lui William Congreve.

## Înregistrări
Prima înregistrare integrală a operei s-a făcut în 2003 cu  Anthony Rooley la pupitrul orchestrei Universității de Stat din Florida (Florida State University Opera Orchestra).